# Juan Carlos Arteche
Juan Carlos Arteche Gómez (ur. 11 kwietnia 1957 w Maliaño, zm. 13 października 2010 w Madrycie) – hiszpański piłkarz, występujący na pozycji obrońcy.

## Kariera sportowa
W 1985 z zespołem Atlético Madryt zdobył Puchar Króla oraz Superpuchar Hiszpanii. W latach 1986–1987 rozegrał 4 mecze i strzelił 1 gola w reprezentacji Hiszpanii.